# La Soledad, Tarandacuao
La Soledad är en ort i Mexiko.   Den ligger i kommunen Tarandacuao och delstaten Guanajuato, i den södra delen av landet, 160 km väster om huvudstaden Mexico City. La Soledad ligger 1 956 meter över havet och antalet invånare är 189.
Terrängen runt La Soledad är platt åt nordost, men åt sydväst är den kuperad. Runt La Soledad är det ganska tätbefolkat, med 104 invånare per kvadratkilometer. Närmaste större samhälle är Acámbaro, 19,4 km väster om La Soledad. Trakten runt La Soledad består till största delen av jordbruksmark.